# Jean-Pierre Bemba
Jean-Pierre Bemba Gombo (Bokada, 4 de noviembre de 1962) es un político de la República Democrática del Congo, que ejerció el cargo de vicepresidente de la República. 
Hijo del empresario Jeannot Bemba Saolona, Es el fundador y actual presidente del Movimiento de Liberación del Congo al que representa, como vicepresidente dentro del Gobierno de transición desde el 30 de junio de 2003.

## Biografía
Surgió políticamente en el entorno del anterior presidente Mobutu Sese Seko con el que está emparentado (su hermana está casada con uno de los hijos del antiguo presidente, Mobutu Nzanga). Padre de cuatro hijos, estudió en Bruselas, en Bélgica y se licenció en ciencias comerciales y consulares en el ICHEC, junto a Olivier Kamitatu que terminó siendo presidente de la Asamblea Nacional Congoleña. En los años 90, se introduce en el mundo de los negocios de telecomunicaciones, en la aviación y en el mundo audiovisual, creando diversas empresas.
En 1997, se exilia, al tomar el poder la Alianza de Fuerzas Democráticas para la Liberación del Congo (AFDL) que dirige Laurent-Désiré Kabila. En 1998, crea el MLC y su ejército, el Ejército de Liberación del Congo (ALC) con apoyo de las tropas ugandesas.
En 2002, se tienen sospechas fundamentadas de que a pesar de los distintos acuerdos de paz sigue acaparando armas. Se cree que permite a sus milicias llevar a cabo operaciones al otro de lado de la frontera, en la República Centroafricana, junto al coronel Gadhafi, para apoyar al régimen de Ange-Félix Patassé. Parece ser que durante esas intervenciones, sus milicias, se dedicaron presutamente a saquear, robar y violar.
Candidato a las elecciones presidenciales de 2006, termina la primera vuelta en segundo lugar tras Joseph Kabila Kabange, con más del 20% de los votos emitidos. Consigue buenos resultados en su región natal, Équateur, pero también en Kinshasa, en especial en los barrios populares y en el Bas-Congo.
El 21 de agosto de 2006, mientras Bemba se encuentra acompañado por los embajadores de los países miembros del Comité Internacional de Acompañamiento de la Transición (Estados Unidos, Reino Unido, Francia y Bélgica), así como por el jefe de la MONUC y el diplomático estadounidense William Swing, escapa ileso a un bombardeo de su residencia por parte de la Guardia presidencial. Se abren dos investigaciones paralelas por parte de las partes presentes (las fuerzas de Kabila y las de Bemba) para determinar las causas del bombardeo, para saber si se trataba de un golpe montado por los milicianos de Bemba que habrían secuestrado a dos policías para provocar un incidente en presencia de los occidentales, o de un ataque deliberado de los militares a las órdenes de Kabila, o lo que es lo mismo, de un intento de asesinato.
En la segunda vuelta de las elecciones, celebrada el 29 de octubre de 2006, vuelve a ser derrotado por Joseph Kabila.
Es autor del libro La opción de la libertad.
En noviembre de 2010 comienza el juicio ante la Corte Penal Internacional acusado de crímenes de guerra y contra la humanidad.

## Condena
El exlíder rebelde congoleño Jean Pierre Bemba, fue declarado culpable por la Sala Tercera de la  Corte Penal Internacional (CPI) por dos cargos: tres delitos de crímenes de guerra y dos delitos de crímenes contra la humanidad, el 21 de marzo de 2016. Ha recurrido la sentencia original el 28 de septiembre.